# Município de Noble (condado de Auglaize, Ohio)
O município de Noble (em inglês: Noble Township) é um município localizado no condado de Auglaize no estado estadounidense de Ohio. No ano de 2010 tinha uma população de 1.716 habitantes e uma densidade populacional de 21,5 pessoas por km².

## Geografia
O município de Noble encontra-se localizado nas coordenadas 40° 35′ 17″ N, 84° 23′ 54″ O. Segundo a Departamento do Censo dos Estados Unidos, o município tem uma superfície total de 79.8 km², da qual 79,41 km² correspondem a terra firme e (0,49 %) 0,39 km² é água.

## Demografia
Segundo o censo de 2010, tinha 1.716 habitantes residindo no município de Noble. A densidade populacional era de 21,5 hab./km². Dos 1.716 habitantes, o município de Noble estava composto pelo 98,14 % brancos, o 0,29 % eram afroamericanos, o 0,12 % eram amerindios, o 1,28 % eram asiáticos e o 0,17 % eram de uma mistura de raças. Do total da população o 0,41 % eram hispanos ou latinos de qualquer raça.